# Колесников, Евгений Викторович
Евгений Викторович Колесников (род. 8 мая 1950, Казань) — советский и российский юрист, специалист по конституционному и международному праву, доктор юридических наук, профессор кафедры конституционного и международного права Саратовской государственной юридической академии, представитель Саратовской школы конституционного права.

## Биография
Окончил Казанский государственный университет, юридический факультет, 1972 г.
В феврале 1980 года во ВЗЮИ под научным руководством В. В. Лазарева и Д. И. Фельдмана защитил кандидатскую диссертацию на тему: «Возрастание роли права в деятельности общенародного государства» по специальности 12.00.01 — «теория и история государства и права». Первая научная специальность повлияла на дальнейшие исследования учёного.
Докторская диссертация: «Источники российского конституционного права : Вопросы теории и методологии» (2000) по специальности 12.00.02 — «Конституционное право, муниципальное право», защищена в СГАП.
С ноября 1975 по август 1983 г. преподавал теорию государства и права, советское государственное право, государственное право зарубежных стран на юридическом отделении (впоследствии — юридическом факультете Мордовского госуниверситета им. Н. П. Огарева (г. Саранск), а с августа 1983 г. — в Саратовском юридическом институте (ныне — Саратовская государственная юридическая академия). С октября 1988 г. стал доцентом, затем профессором кафедры конституционного и международного права Саратовской государственной академии права, читал лекции по российскому конституционному праву, конституционному праву зарубежных стран, а также вел спецкурс «Конституционное право стран — членов СНГ».
Под руководством Е. В. Колесникова защищено значительное количество диссертаций на соискание ученой степени кандидата юридических наук по специальности 12.00.02 — «Конституционное право, муниципальное право», сложилось определённое направление в науке конституционного права.

## Научная деятельность
Е. В. Колесников занимается исследовательской работой по актуальным проблемам теории конституционного права. Опубликовал около 70 печатных работ — статей, тезисов, рецензий, монографий и др. С общетеоретических позиций в его работах проанализирована система источников российского конституционного права на современном этапе; выяснена особая роль Конституции России как основы конституционности, законности и отечественной правовой системы; рассмотрена типология законов и парламентских актов; показана подзаконная природа указов Президента РФ, постановлений российского Правительства, актов исполнительных органов государственной власти субъекта Федерации и органов местного самоуправления. Автор одним из первых начал анализировать роль внутригосударственного договора как регулятора конституционных отношений. В последнее время в его трудах уделяется внимание новому источнику права — постановлениям Конституционного Суда РФ и органов конституционного контроля (надзора) субъектов Федерации.
Научные интересы: Российское конституционное право, конституционное право зарубежных стран, международное право, правосудие, судебная система, парламентаризм, теория конституционного права, источниковедение в конституционном праве и теории права

## Основные публикации
- Колесников Е. В. и др. Конституционное право РФ. — М., 2009.
- Колесников Е. В. Обычай как источник советского государственного права // Правоведение. − 1989. — № 4. — С. 19—25.
- Колесников Е. В. Постановления конституционных судов как источник российского конституционного права // Правоведение. − 2001. — № 2. — С. 32—53.
- Колесников Е. В. Систематизация российского конституционного законодательства // Правовая политика и правовая жизнь. − 2002. — № 2. — С. 66—76.
- Колесников Е. В., Пажетных Д. В. Участие Совета Федерации в законодательном процессе // Конституционное и муниципальное право. − 2009. — № 11. — С. 18—22.
- Колесников Е. В. Юридическая природа федеральных конституционных законов // Законодательство России в XXI веке. — М. : Городец-издат, 2002. — С. 35—42.
- Колесников Е. В. Источники Российского конституционного права. — Саратов : Изд-во Саратовской государственной академии права, 1998.
- Колесников Е. В. и др. Конституционное право России : Рекомендовано Советом Учебно-методического объединения вузов России по образованию в области менеджмента в качестве учебника по специальности «Государственное и муниципальное управление» / И. Н. Барциц, Д. С. Велиева, В. И. Гавриленко и др.; Под ред. Г. Е. Комковой. — М.: Юристъ, 2005.
- Конституционное право зарубежных стран : В вопросах и ответах / А. В. Малько, Е. В. Колесников, Г. Н. Комкова, О. В. Афанасьева ; Под ред. А. В. Малько. — М.: Юристъ, 2003.
- Колесников Е. В. и др. Курс лекций по теории государства и права. — Саратов, 1993.
- Колесников Е. В. и др. Конституционное право в вопросах и ответах. — М.: Юристъ, 2000. (в соавторстве)
- Колесников Е. В. Участие Совета Федерации в законодательном процессе // Конституционное и муниципальное право. — № 11. — С. 18-22 (в соавторстве).
- Колесников Е. В., Вопленко Н. Н. Толкование права. — Волгоград: Изд-во Волгоградского госуниверситета, 2007. — 126 с. // История государства и права. — 2009. — № 6 [Рецензия] (в соавторстве).
- Колесников Е. В. Рецензия на монографию: Аничкин Е. С. «Преобразование» Конституции РФ и конституций (уставов) субъектов РФ. Под ред. Невинского В. В. Барнаул. 2008. 145 с. // Конституционное и муниципальное право. — 2009. — № 7 (в соавторстве).
- Колесников Е. В. Статус суда в Российской Федерации: конституционно-правовые вопросы. — Саратов: СГАП, 2008. (в соавторстве)
- Колесников Е. В. Актуальные вопросы парламентского иммунитета членов верхних палат парламента (на примере РФ, Франции, ФРГ) // Конституционное и муниципальное право. — 2009. — № 4 (в соавторстве).
- Колесников Е. В. Система основных экономических прав и свобод в государствах СНГ (на примере Российской Федерации, Республики Беларусь, Республики Казахстан) // Политико-правовые основы предпринимательства в России: Матер. междунар. науч.-практ. конф., посвященной 90-летию юридического факультета Саратовского университета. — 2008 (в соавторстве).
- Колесников Е. В. Некоторые аспекты развития российского конституционного законодательства // Конституционные чтения: Межвузовский сб. науч. тр. — 2007. — Вып. 8. — С. 11−16.
- Хужокова И. М. Конституционное право человека и гражданина на неприкосновенность частной жизни в РФ / науч. ред. Е. В. Колесников. — М.: Юрлитинформ, 2008.
- Колесников Е. В. Международные договоры как источник российского конституционного права // Международно-правовые стандарты в конституционном праве: Сб. науч. тр. — Ч. 1. — М., 2006.
- Колесников Е. В., Хужокова И. М. О совершенствовании законодательного регулирования неприкосновенности частной жизни в современной России // Конституционное развитие России: Межвузовский сб. науч. ст. — Вып. 7. — Саратов: Изд-во ГОУ ВПО «Саратовская государственная академия права», 2006. — С. 141—149.